# 2040 Chalonge
A 2040 Chalonge (ideiglenes jelöléssel 1974 HA) a Naprendszer kisbolygóövében található aszteroida. Paul Wild fedezte fel 1974. április 19-én.